# Колфакс (округ, Небраска)
Шаблон:StateAbbr_ 41°35′ пн. ш. 97°05′ зх. д. / 41.58° пн. ш. 97.09° зх. д.
Округ Колфакс (англ. Colfax County) — округ (графство) у штаті Небраска, США. Ідентифікатор округу 31037.

## Історія
Округ утворений 1869 року.

## Демографія
За даними перепису
2000 року
загальне населення округу становило 10441 осіб, зокрема міського населення було 5346, а сільського — 5095.
Серед мешканців округу чоловіків було 5382, а жінок — 5059. В окрузі було 3682 домогосподарства, 2593 родин, які мешкали в 4088 будинках.
Середній розмір родини становив 3,31.
Віковий розподіл населення поданий у таблиці:
| Стать    | До 15 років | 15-21 | 22-29 | 30-39 | 40-49 | 50-65 | 65-85 | Понад 85 |
| -------- | ----------- | ----- | ----- | ----- | ----- | ----- | ----- | -------- |
| Чоловіки | 1263        | 642   | 577   | 808   | 750   | 691   | 585   | 66       |
| Жінки    | 1166        | 489   | 432   | 660   | 689   | 602   | 808   | 213      |

## Суміжні округи
- Стентон — північ
- Камінг — північний схід
- Додж — схід
- Батлер — південь
- Платт — захід